# André Gide
André Paul Guillaume Gide, francoski pisatelj, literarni kritik in urednik, nobelovec, * 22. november 1869, Pariz, Francija † 19. februar 1951, Pariz.
Za svoje delo je leta 1947 prejel Nobelovo nagrado za književnost.

## Življenjepis
Odraščal je v protestantski družini in bil deležen stroge puritanske vzgoje. Njena posledica je bilo dobro poznavanje vsebine Svetega pisma, ki se kaže v njegovih delih. Njegovi mladostni deli sta Dnevniki Andreja Walterja in Poezije Andreja Walterja (1891). Obiskoval je Mallarméjev literarni krožek »torkovcev«, kjer se je srečeval z drugimi tedanjimi pisateljskimi imeni Valéryjem, Rilkejem, Claudelom itd. Leta 1893 in 1894 je potoval v severno Afriko. Na tem potovanju je odkril svojo homoseksualnost, v svoj slog dobil nekaj eksotizma. Srečal se je tudi z Oscarjem Wildom. Po vrnitvi je napisal delo Sadeži zemlje (Les Nourritures Terrestres, 1897), namenoma fragmentarno delo, napisano v obliki dialogov med mojstrom in učencem, delno v prozi, delno pa v poeziji. V tem delu je zagovarjal tezo, da človek v življenju ne sme preveč tehtati odločitev, temveč mora živeti v polnosti in na impulz. 
Pozneje je Gide svoj slog popolnoma spremenil in začel zagovarjati klasicizem. Zagovarjal je prozno obliko pripovedi (un récit), ki naj bo zgodba z malo osebami, naj poteka linearno, zgoščeno in brez skakanja v času. Roman je kot neklasično zvrst odklanjal, pozneje ga je branje Dostojevskega v odnosu do njega nekoliko omehčalo, saj je ugotovil, da je psiho junaka mogoče najbolje opisati prav v romanu. Njegove tri najbolj znane pripovedi so Imoralist (1902), Ozka vrata (1909) in Pastoralna simfonija (1919). V Imoralistu in Ozkih vratih razmišlja o dveh skrajnostih sledenja moralni normi, v Pastoralni simfoniji pa o moralni slepoti protestantskega pastorja. Svoja dela, ki bi jih danes klasificirali kot romane (npr. Vatikanske ječe), je imenoval burke (la sotie), edino delo, ki ga je sam imenoval kot roman, je delo Ponarejevalci denarja (1925).
V svojem času je bil Gide eden najbolj cenjenih francoskih pisateljev in kritikov. Nekaj časa je delal pri ugledni založbi Gallimard, iz njegove uredniške kariere je znano dejstvo, da je zavrnil Proustov rokopis Iskanja izgubljenega časa. V Franciji je Gide dolgo zagovarjal komunizem – vse do leta 1936, ko je potoval v Sovjetsko zvezo in se prepričal o realnosti tega režima. Po vrnitvi se je javnosti opravičil. Nekateri sodobniki so mu očitali nečimrnost. K očitkom je dosti pripomoglo dejstvo, da je Gide od mladosti dalje pisal »osebni« dnevnik z namenom objave. Sicer je napisal tudi svojo avtobiografijo z naslovom Si le grain ne meurt.